# Союз МС-17
Союз МС-17 (№ 747, ISS-63S) — российский транспортный пилотируемый космический корабль серии «Союз МС» семейства «Союз», запуск которого с космодрома Байконур к Международной космической станции состоялся 14 октября 2020 года. В полёт к международной космической станции отправились три участника космической экспедиции МКС-63/64. Помимо участников экспедиций, корабль доставил на станцию 173 кг полезных грузов.

## Экипаж
| Космонавт            | Должность                                                   | № полёта        | Организация     |                 |
| Основной экипаж      | Основной экипаж                                             | Основной экипаж | Основной экипаж | Основной экипаж |
| -------------------- | ----------------------------------------------------------- | --------------- | --------------- | --------------- |
| Сергей Рыжиков       | Командир ТПК «Союз МС», бортинженер МКС-63, командир МКС-64 | 2               | Роскосмос       |                 |
| Сергей Кудь-Сверчков | Бортинженер-1 ТПК «Союз МС», бортинженер МКС-63/64          | 1               | Роскосмос       |                 |
| Кэтлин Рубинс        | Бортинженер-2 ТПК «Союз МС», бортинженер МКС-63/64          | 2               | НАСА            |                 |
| Дублёры              |                                                             |                 |                 |                 |
| Олег Новицкий        | Командир ТПК «Союз МС»                                      | 3               | Роскосмос       |                 |
| Пётр Дубров          | Бортинженер-1 ТПК «Союз МС»                                 | 1               | Роскосмос       |                 |
| Марк Ванде Хай       | Бортинженер-2 ТПК «Союз МС»                                 | 2               | НАСА            |                 |
| Резерв               |                                                             |                 |                 |                 |
| Антон Шкаплеров      | Командир ТПК «Союз МС»                                      | 4               | Роскосмос       |                 |
| Андрей Бабкин        | Бортинженер-1 ТПК «Союз МС»                                 | 1               | Роскосмос       |                 |

Согласно первоначальным планам, в экипаж корабля «Союз МС-17» должны были войти только российские космонавты — командир Анатолий Иванишин, бортинженер-1 Иван Вагнер и бортинженер-2 Николай Чуб. В этом случае экипаж «Союза» стал бы впервые полностью российским со времени завершения программы «Мир».
20 декабря 2019 года генеральный директор «Роскосмоса» Дмитрий Рогозин заявил, что корпорация приняла решение предоставить НАСА места на российских кораблях, старты которых запланированы на конец 2020 года («Союз МС-17») и на весну 2021 года («Союз МС-18»). Таким образом, Николай Чуб (готовился в качестве Бортинженера-2 основного экипажа ТПК «Союз МС») и Сергей Корсаков (готовился в качестве Бортинженера-2 дублирующего экипажа ТПК «Союз МС») уступают свои места американским астронавтам. Американская сторона выбрала Стивена Боуэна в качестве члена основного экипажа и Кэтлин Рубинс в качестве члена дублирующего экипажа корабля «Союз МС-17». За включение в состав экипажа корабля «Союз МС-17» своего астронавта и его подготовку, НАСА обязалось выплатить «Роскосмосу» 90,25 миллиона долларов и доставить на МКС российские грузы коммерческими кораблями.
19 февраля 2020 года было официально объявлено, что российские члены основного экипажа пилотируемого корабля «Союз МС-16» — космонавты Роскосмоса Николай Тихонов и Андрей Бабкин заменены на дублёров по медицинским показаниям. Командиром основного экипажа корабля «Союз МС-16» назначен Анатолий Иванишин, бортинженером — Иван Вагнер (ранее члены основного экипажа «Союз МС-17»). Таким образом, российские места в экипаже «Союза МС-17» оказались вакантными. Позднее, российскими членами основного экипажа «Союз МС-17» назначены Сергей Рыжиков и Сергей Кудь-Сверчков, а членами дублирующего экипажа Олег Новицкий и Пётр Дубров.
В конце мая 2020 года американская сторона заменила Стивена Боуэна на Кэтлин Рубинс в качестве члена основного экипажа «Союза МС-17», а членом дублирующего экипажа был выбран Марк Ванде Хай.
Официальное утверждение основного и дублирующего экипажей корабля «Союз МС-17» состоялось 29 мая 2020 года. Одновременно был утвержден и третий резервный экипаж, вследствие пандемии Covid-19. В резервный экипаж вошли космонавты Антон Шкаплеров и Андрей Бабкин.

## Полёт

### Запуск
Запуск пилотируемого корабля произведён в 05:45:04.536 UTC стартовыми командами ГК «Роскосмос» с помощью ракеты носителя «Союз-2.1а» с ПУ № 6 площадки № 31 космодрома Байконур.
Отделение корабля от третьей ступени произошло на 529 секунде полёта, когда была достигнута высота примерно 197 км и скорость 27 тысяч км/час. В этот момент корабль находился на удалении около 1800 км от точки старта.

### Стыковка корабля с МКС
Для полёта к МКС впервые использована «сверхбыстрая» двухвитковая схема сближения, которая позволила кораблю достичь МКС всего за 3 часа 3 минуты после старта (14 октября 2020 года в 8:48 UTC).
Стыковка выполнялась в автоматическом режиме под контролем специалистов Центра управления полётами (ЦУП) и российских членов экипажей корабля и станции.
Открытие люков состоялось спустя 2 часа 20 минут после стыковки, 14 октября 2020 года, в 14:08.

### Перестыковка
В связи с проведением работ по подготовке модуля «Пирс» к его отстыковке 19 марта 2021 года в 16:38:31 UTC «Союз МС-17» отстыковался от модуля «Рассвет» и через 34 минуты в 17:12:33 UTC пристыковался к модулю «Поиск». Отвод корабля, облёт и стыковка выполнялись вручную Сергеем Рыжиковым.

### Посадка
«Союз МС-17» отстыковался от МКС 17 апреля 2021 года в 01:34 UTC и в 04:55:12 UTC спускаемая капсула корабля совершила посадку в Казахстане.

## Фотогалерея

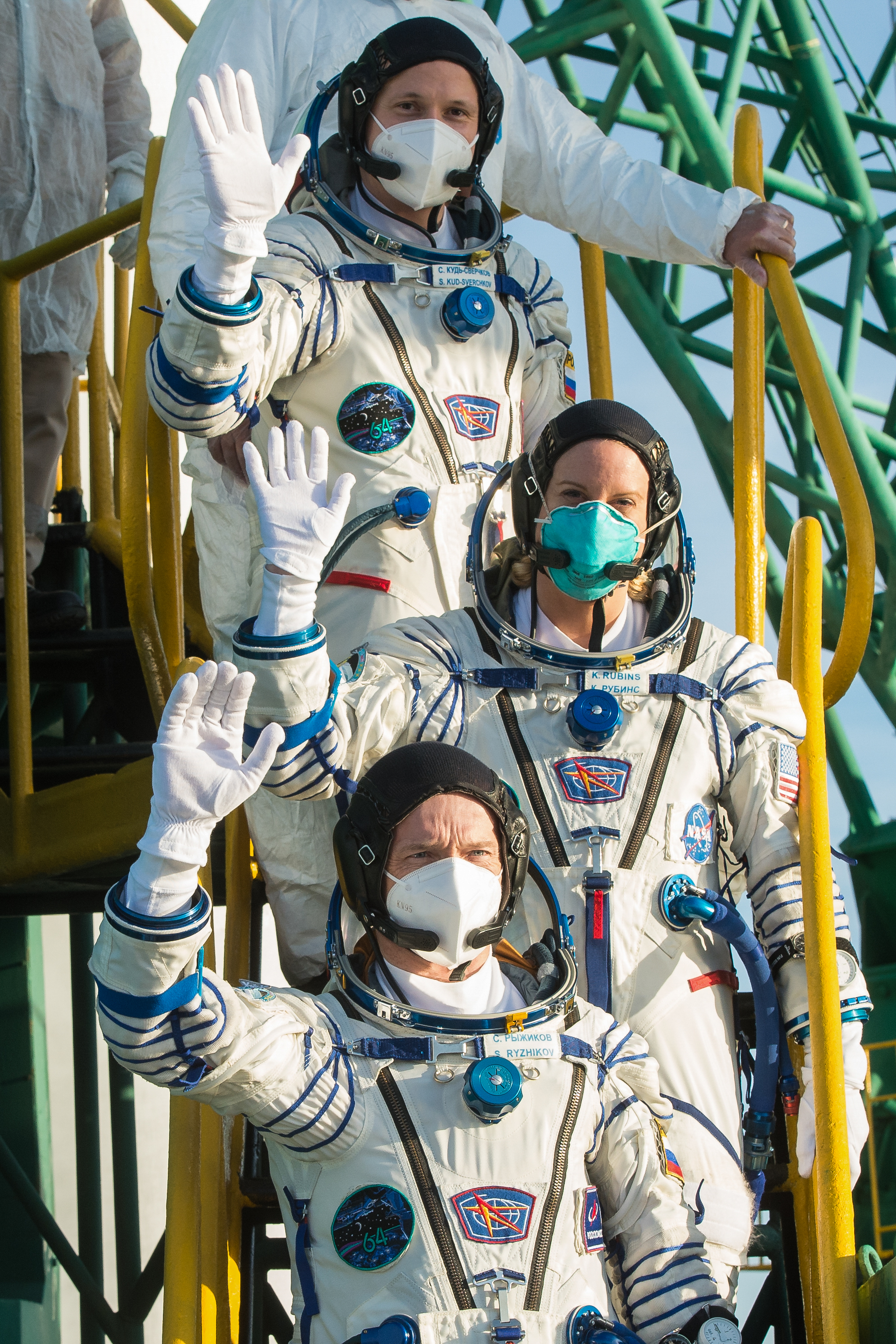
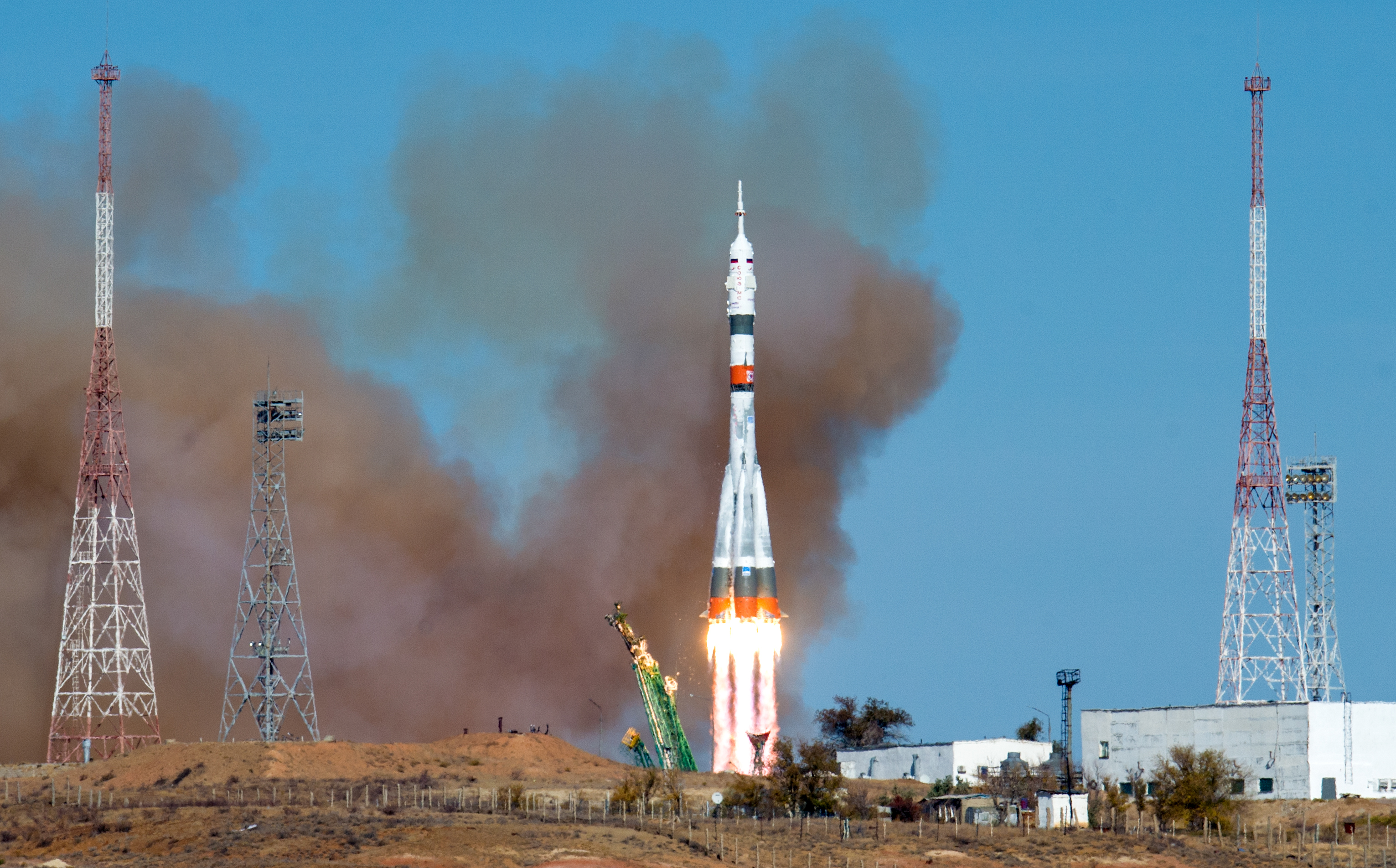
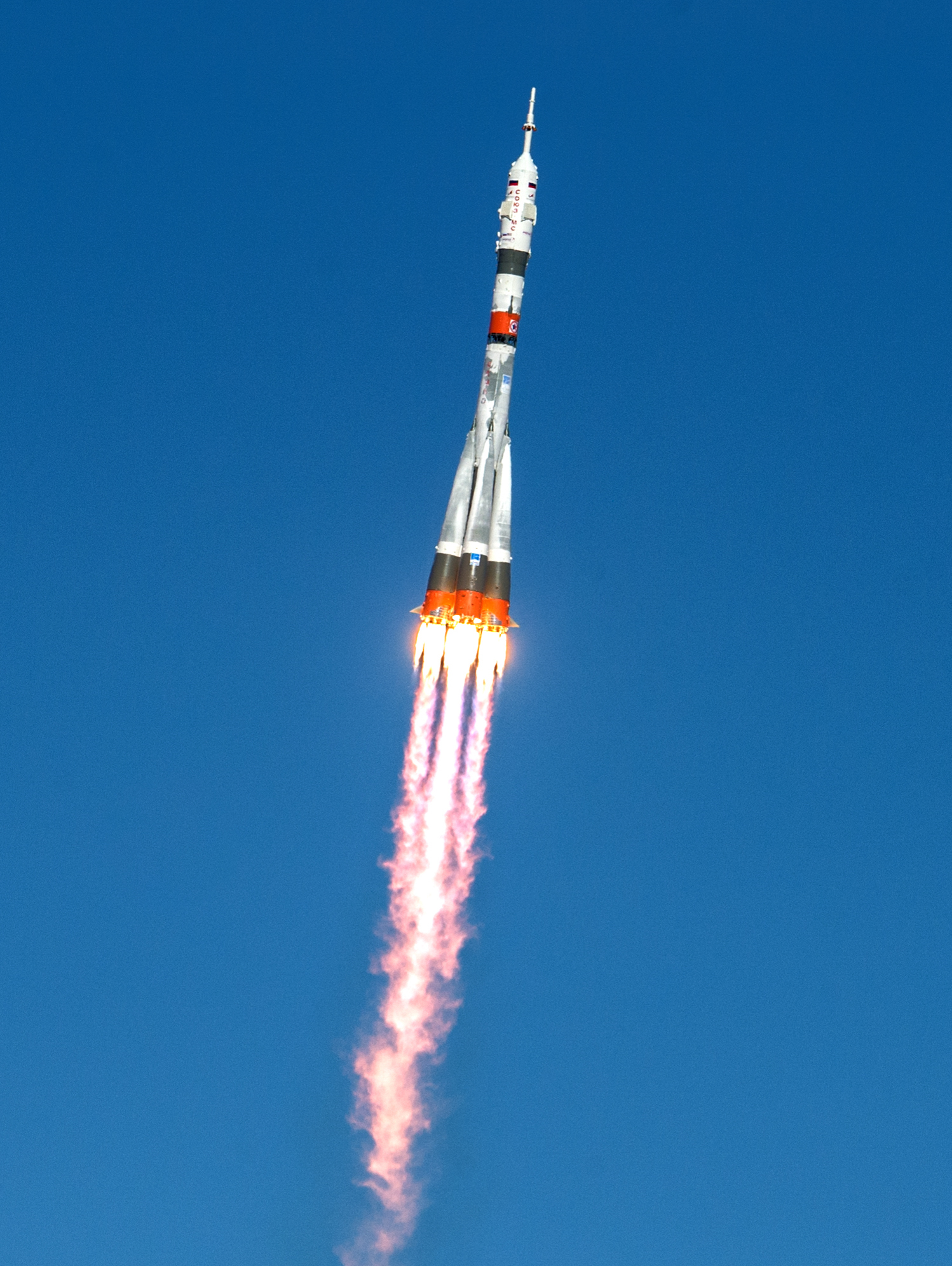
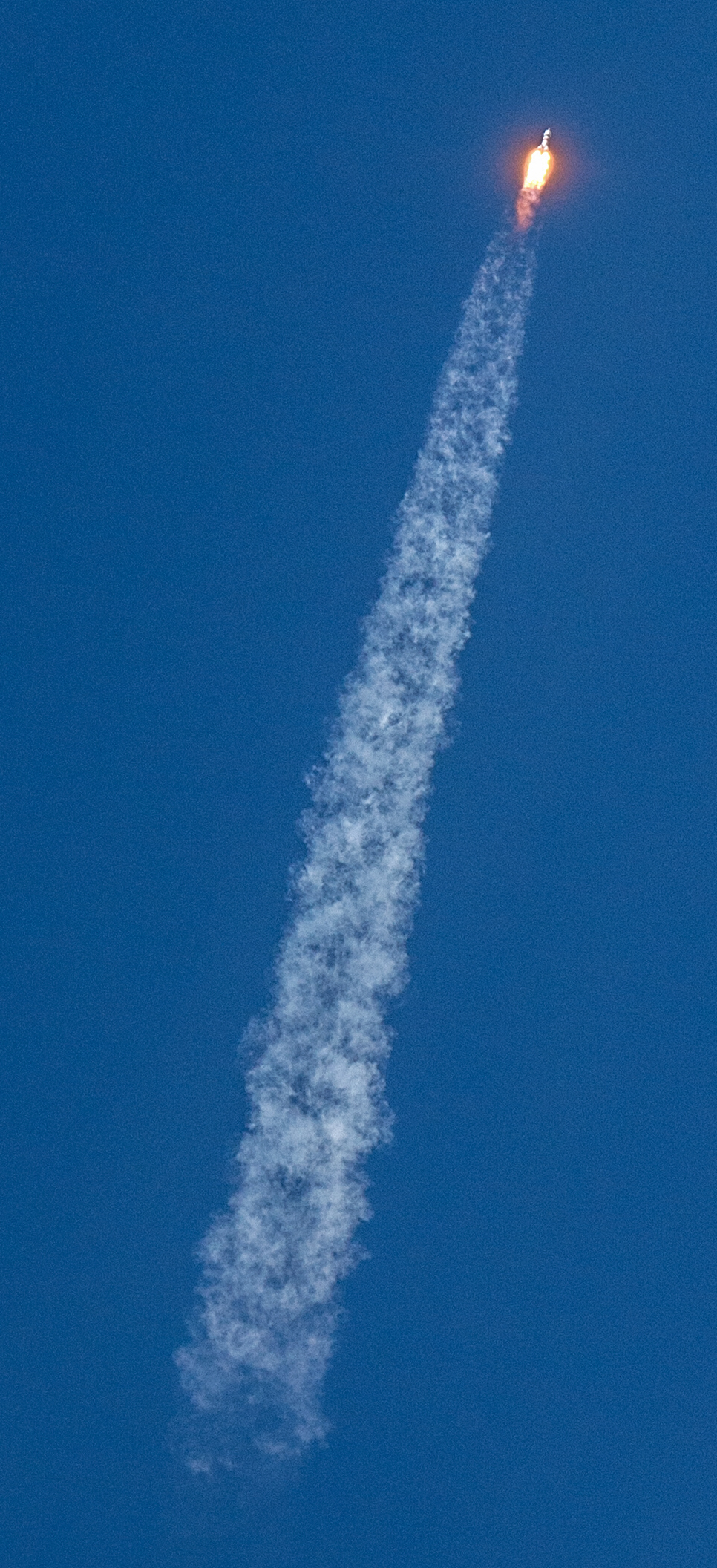